# Зеја (град)
Зеја (рус. Зея) град је у Русији у Амурској области. Према попису становништва из 2010. у граду је живело 24986 становника.

## Становништво
| 1939. | 1959. | 1970.  | 1979.  | 1989.  | 2002.  | 2010.  |
| ----- | ----- | ------ | ------ | ------ | ------ | ------ |
| 8.900 | 7.119 | 16.684 | 28.980 | 31.955 | 27.795 | 24.986 |